# 누반
누반(婁班, ? ~ ?)은 중국 후한 말기에 요서 지방에서 활약한 오환족의 선우(單于)이다.

## 생애
구력거(丘力居)의 아들로, 누반의 나이가 어렸을 때 구력거가 죽어 누반의 사촌형인 답돈(蹋頓)이 구력거의 지위를 계승했다. 이후 누반이 장성하자 소복연(蘇僕延)에 의해 답돈 대신 오환족의 선우가 되었고, 답돈은 누반 휘하의 왕으로 강등되었다. 원소(袁紹)의 아들인 원희(袁熙) · 원상(袁尙)과 함께 조조(曹操)와 싸웠으나 패배해 답돈이 사망하자 요동(遼東)으로 도망쳤으나, 요동에서 공손강(公孫康)에게 붙잡혀서 참수되었다.